# Ismail Ahmed
Mohamed Ismail Ahmed Ismail, plus couramment appelé Ismail Ahmed, né le 7 juillet 1983 à Rabat au Maroc, est un footballeur international international émirati, qui évolue au poste de défenseur central.

## Biographie

### Carrière en club
Avec le club d'Al-Aïn, il dispute de nombreux matchs en Ligue des champions d'Asie. Il atteint les demi-finales de cette compétition en 2014, en étant éliminé par le club saoudien d'Al Hilal (défaite 3-0 à l'aller, puis victoire 2-1 en match retour). Il atteint ensuite la finale de cette compétition en 2016, son équipe s'inclinant face au club sud-coréen du Jeonbuk FC (défaite 2-1 puis match nul 1-1).
En décembre 2018, il participe à la Coupe du monde des clubs organisée dans son pays natal. Lors de cette compétition, il joue quatre matchs. Son équipe s'incline en finale face au prestigieux club du Real Madrid (défaite 4-1).

### Carrière en sélection
Il reçoit sa première sélection en équipe des Émirats arabes unis le 14 novembre 2012, en amical contre l'Estonie (victoire 2-1).
En novembre 2014, il participe à la Coupe du Golfe des nations organisé en Arabie saoudite. Lors de cette compétition, il ne joue qu'un seul match. Les joueurs émiratis se classent troisième du tournoi. 
Par la suite, en janvier 2015, il est retenu par le sélectionneur Mahdi Ali afin de participer à la Coupe d'Asie des nations, organisée pour la toute première fois en Australie. Lors de cette compétition, il joue deux matchs. Les joueurs émiratis se classent troisième du tournoi.
Il dispute ensuite 12 matchs rentrant dans le cadre des éliminatoires du mondial 2018. Par la suite, en décembre 2017, il participe une nouvelle fois à la Coupe du Golfe des nations, qui se déroule au Koweït. Les joueurs émiratis s'inclinent en finale face à l'équipe d'Oman, après une séance de tirs au but.
En janvier 2019, il est retenu par le sélectionneur Alberto Zaccheroni afin de participer une nouvelle fois à la Coupe d'Asie des nations, organisée cette fois-ci dans son pays natal. Lors de cette compétition, il joue cinq matchs. Les joueurs émiratis s'inclinent en demi-finale face au Qatar.

## Palmarès

### En équipe nationale
- Troisième de la Coupe d'Asie des nations en 2015 avec l'équipe des Émirats arabes unis
- Finaliste de la Coupe du Golfe des nations en 2017 avec l'équipe des Émirats arabes unis
- Troisième de la Coupe du Golfe des nations en 2014 avec l'équipe des Émirats arabes unis

### En club
- Finaliste de la Ligue des champions d'Asie en 2016 avec l'Al-Aïn FC
- Finaliste de la Coupe du monde des clubs en 2018 avec l'Al-Aïn FC
- Champion des Émirats arabes unis en 2012, 2013, 2015 et 2018 avec l'Al-Aïn FC
- Vice-champion des Émirats arabes unis en 2016 avec l'Al-Aïn FC
- Vainqueur de la Coupe des Émirats arabes unis en 2009, 2014 et 2018 avec l'Al-Aïn FC
- Finaliste de la Coupe des Émirats arabes unis en 2016 avec l'Al-Aïn FC
- Vainqueur de la Supercoupe des Émirats arabes unis en 2009, 2012 et 2015 avec l'Al-Aïn FC
- Finaliste de la Supercoupe des Émirats arabes unis en 2013, 2014 et 2018 avec l'Al-Aïn FC
- Champion du Maroc de D2 en 2007 avec le FUS de Rabat